# Stenothoe crassicornis
Stenothoe crassicornis is een vlokreeftensoort uit de familie van de Stenothoidae. De wetenschappelijke naam van de soort is voor het eerst geldig gepubliceerd in 1897 door Walker.